# La profezia del male
La profezia del male (Tarot) è un film del 2024 scritto e diretto da Spenser Cohen e Anna Halberg, al loro esordio alla regia. 
La pellicola è l'adattamento cinematografico del romanzo Horrorscope di Nicholas Adams, co-autore della sceneggiatura.

## Trama
Un gruppo di amici del college (Haley, Grant, Paxton, Paige, Madeline, Lucas ed Elise) affitta una villa nelle Catskill Mountains (Appalachi), per festeggiare il compleanno di Elise. Tesi per via della recente rottura tra i fidanzati Haley e Grant, gli amici, per distrarsi, chiedono ad Haley di leggere i loro oroscopi con uno strano mazzo di tarocchi ritrovato nel seminterrato. Haley procede alla lettura, pur avvertendoli che usare il mazzo di qualcun altro è "contrario alle usanze sui tarocchi": Elise riceve la carta de La Papessa e Lucas quella de L'Eremita; Madeline riceve L'Appeso, mentre a Paige e Paxton vengono letti rispettivamente Il Mago e Il Matto. Quando Haley rivela che Grant ha la carta del Diavolo, fra i due ne nasce un diverbio. Haley legge il proprio oroscopo e ottiene la carta che già si aspettava, in quanto presente in tutte le sue ultime letture personali: la Morte.
Dal giorno successivo, iniziano a verificarsi eventi che concretizzano le letture: sorprendentemente, Lucas vince 700 dollari con una scratchcard ed Elise, attirata da strani rumori in soffitta, viene assalita da una versione mostruosa della Papessa "uscita dalla sua carta", che la schiaccia con la scala retraibile della stessa soffitta, dopo averne causata la caduta. La sua morte viene tuttavia considerata un incidente.
In seguito, Lucas viene aggredito dall'Eremita in una stazione ferroviaria e investito da un treno in corsa. Haley constata, con estrema inquietudine, che ogni morte corrisponde alle letture dei tarocchi e il gruppo sospetta che ci sia qualcosa di sinistro (Grant solo si mostra scettico al riguardo).
Gli amici consultano Alma Astrom, esperta dell'occulto e dei tarocchi. Alma identifica le carte come appartenenti a una donna, chiamata l'"Astrologa", che, alla fine del XVIII secolo, prediceva regolarmente il futuro a un barone ungherese. Alma racconta che un giorno, dopo che l’astrologa aveva previsto la morte di parto della moglie del nobile, l'evento infausto si avverò e il barone, infuriato, fece assassinare la figlia dell'astrologa. Distrutta dal dolore, la donna si suicidò maledicendo il mazzo di tarocchi, affinché portasse la morte al barone, ai suoi affetti più cari e a chiunque avesse usato le stesse carte. La Astrom rivela che il mazzo demoniaco è responsabile di massacri di gruppi di lettori di tarocchi (in Messico, al festival di Woodstock), incluso un episodio a Londra, a cui essa stessa è sfuggita alla fine e li esorta a distruggere il mazzo.
Di ritorno al campus universitario, l'auto del gruppo ha un guasto e i ragazzi vengono aggrediti dall'Appeso, che assassina Madeline. Terrorizzato, Paxton fugge verso il campus mentre Haley, Grant e Paige tornano alla villa. Paxton viene perseguitato dal Matto e raggiunto in un ascensore del campus.
Gli amici, giunti alla villa e non riuscendo a bruciare le carte (rimaste integre nel camino acceso), si appellano ad Alma. Questa, contatta lo spirito dell'Astrologa, la quale, tuttavia, dopo la sua apparizione, legge l'oroscopo di Alma, che viene uccisa dal Sei di Spade. Nella confusione, Paige si separa accidentalmente da Grant e Haley e viene attirata nel seminterrato da quella che sembra essere la voce della sua ragazza morta, Elise: qui, la ragazza, dopo essersi rifugiata in una cassa da illusionista, viene segata a metà dal Mago, davanti a una platea affollata di creature mostruose. Al piano di sopra, Grant e Haley subiscono l'attacco l'uno dal Diavolo e l'altra dalla Morte. Mentre Grant viene trascinato via dal Diavolo, Haley affronta l'Astrologa servendosi delle carte per leggere l'oroscopo della fattucchiera e ritorcerle contro la maledizione. Grant, fuggito dal Diavolo, distrae la Morte, così che Haley possa giungere nella stanza dove erano rimaste le carte. La lettura di Haley per l'Astrologa indica esattamente la Morte e lo spirito della chiaroveggente si smaterializza in un vortice, nel mentre in cui Grant sta per essere gettato nel fuoco da un'orda di mostri.
Le creature infernali scompaiono. Le carte del mazzo prendendo fuoco. Haley rivive gli ultimi istanti di sua madre morente.
Sulla via del ritorno, Haley e Grant riconciliandosi ricominciano la loro relazione. Vedono avvicinarsi un'auto e dopo l'iniziale terrore per un possibile ritorno del pericolo, sono sollevati nel riconoscere che il guidatore altri non è che Paxton, sopravvissuto all'aggressione della "sua carta" (l'amico racconta loro di come Todd, il suo compagno di stanza, aprendo la porta dell'ascensore, lo abbia provvidenzialmente salvato dal Matto).

## Produzione
Nel giugno 2022 è stato annunciato che Jacob Batalon e Alana Boden avrebbero recitato in un film dell'orrore diretto da Spencer Cohen e Ana Halnerg. Inizialmente intitolato Horrorscope, come il romanzo da cui è tratto, il film è stato reintitolato Tarot nel gennaio 2024.

## Promozione
Il primo trailer del film è stato diffuso il 30 gennaio 2024.

## Distribuzione
Il film è stato distribuito nelle sale nordamericane il 3 maggio 2024 e in quelle italiane il 9 maggio.

## Accoglienza

### Incassi
Il film ha incassato globalmente 49256239 $.

### Critica
Su Rotten Tomatoes solo il 17% delle 63 recensioni è positivo, con un voto medio di 4.2/10; su Metacritic il voto medio di 12 recensioni è 36/100.